# ケプラー51

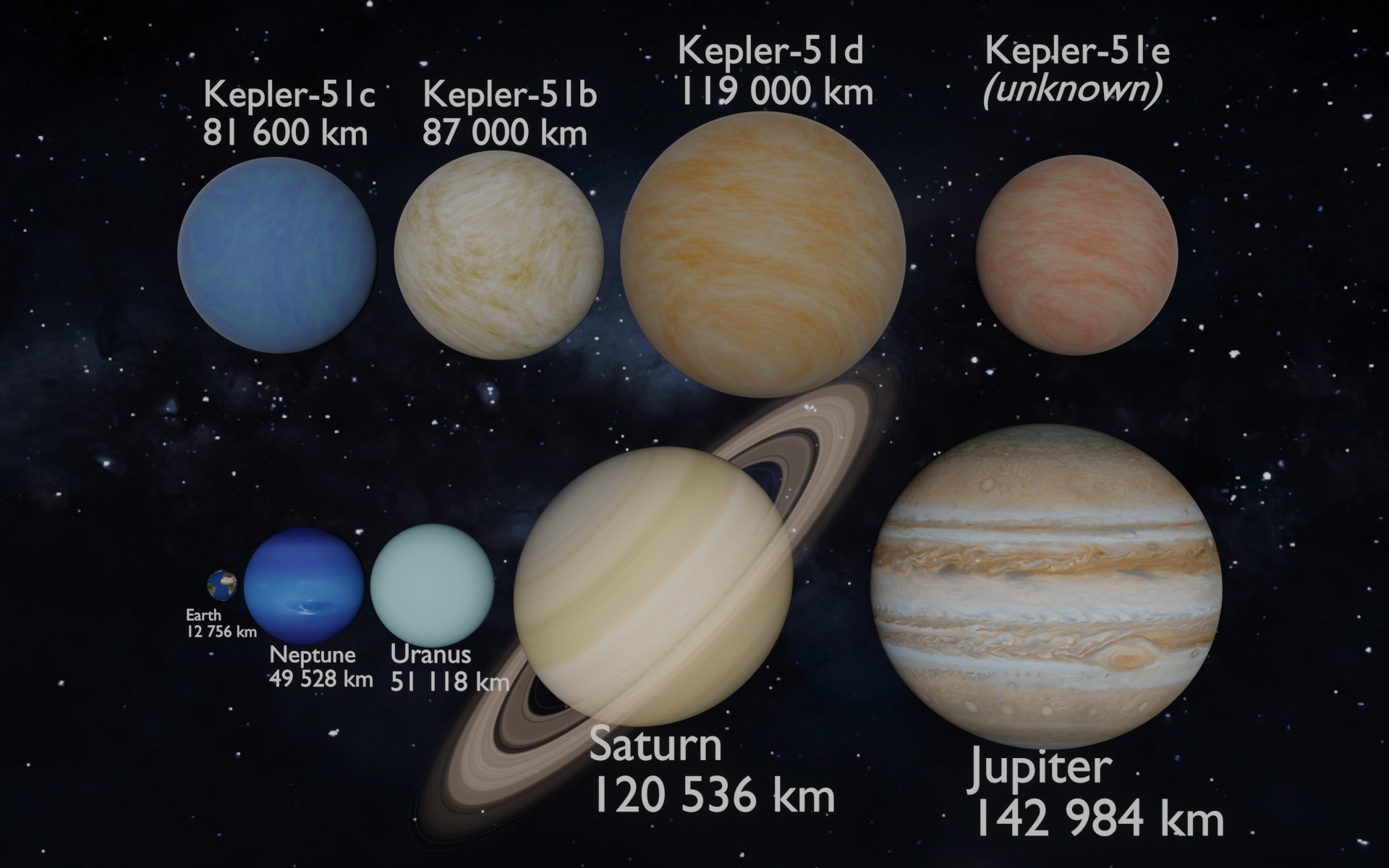
ケプラー51系と太陽系の惑星の大きさを比較した図。ケプラー51系の惑星は想像図。

ケプラー51（英語: Kepler-51）は太陽に類似した恒星であり、年齢は約5億年である。この恒星の周囲を4つの太陽系外惑星（ケプラー51b、c、d、e）が公転していることが知られている。そのうちトランジットを起こしているb、c、dはスーパーパフに分類されており、既知の太陽系外惑星の中で最も密度が低いことが判明している。これらの惑星の半径は木星のような巨大ガス惑星に類似しているが、大きさに対して質量が非常に小さく、地球のわずか数倍しかない。

## 概要
| 太陽 | ケプラー51 |
| ---- | ---------- |
| 太陽 | Exoplanet  |

ケプラー51は、太陽よりもわずかに半径、質量、有効温度が低い、小さなG型の恒星である。年齢が10億年未満の若い恒星であるため、太陽に比べて非常に活発である。表面の約4 - 6%が恒星黒点にあたる。恒星からのEUVとX線の放射は、惑星の化学、動力学、大気の質量損失に影響を与えていると考えられている。

## 惑星系
| 名称 （恒星に近い順） | 質量                    | 軌道長半径 （天文単位） | 公転周期 (日)             | 軌道離心率  | 軌道傾斜角        | 半径         |
| --------------------- | ----------------------- | ----------------------- | ------------------------- | ----------- | ----------------- | ------------ |
| b                     | 3.69+1.86 −1.59 M⊕      | 0.2514±0.0097           | 45.15405±0.00039          | 0.026±0.010 | 89.78+0.15 −0.17° | 6.83±0.13 R⊕ |
| c                     | 5.65±0.81 M⊕            | 0.384±0.015             | 85.3139±0.0020            | 0.063±0.020 | —                 | 6.4±1.4 R⊕   |
| d                     | 5.6±1.2 M⊕              | 0.509±0.020             | 130.182±0.0024            | 0.01±0.01   | 89.91+0.06 −0.08° | 9.32±0.18 R⊕ |
| e                     | 1.8–8.5 M⊕ または <1 MJ | —                       | 285.174±9.21 または <3650 | 0.08±0.032  | —                 | —            |

ケプラー51系には4つの惑星が存在することが知られており、2013年から2024年の間に発見された。この系で最初に発見された惑星は、トランジット法で検出されたケプラー51b、ケプラー51c、ケプラー51dである。これらの惑星の半径はトランジット法による観測データを使用して測定され、それぞれ7.1、9.0、9.7 R⊕という値が得られた。質量はトランジットタイミング変化法（TTV法）を使用して測定され、それぞれ2.1、4.0、7.6 M⊕という値が得られた。これらの推定値は、密度が非常に低く、0.05 g/cm3未満であることを意味しており、これは太陽系外惑星の中で最も密度が低い部類に入り、土星の14分の1に相当する。しかし、2020年と2024年のデータでは密度は0.14 g/cm3未満であるとされた。
b、c、dのような、地球の数倍の質量しか持たないにもかかわらず海王星以上の半径を持つ、非常に密度の小さな惑星はスーパーパフ（super-puffs）と呼ばれている。密度が低い理由は依然として不明で、これらの惑星の性質を説明するために多くの仮説が提唱されているものの、そのすべてに欠陥があり、確実とされているものは存在しない。
2024年、ジェイムズ・ウェッブ宇宙望遠鏡（JWST）によるトランジットタイミング変化法を用いた観測により、ケプラー51系に新しい惑星が存在することが明らかになった。ケプラー51eと命名されたこの新しい惑星は、公転周期が約260日で、質量は地球の1.3 - 5.4倍と推定されている。

### ケプラー51b
最も内側の惑星であるケプラー51bの公転周期は45日である。地球の6.8倍の大きさで、体積は319倍であるが、質量は地球のわずか3.5倍しかない。これは、0.06 g/cm3の密度に相当し、太陽系のどの惑星よりもずっと低い。この惑星は主星に近いため、平衡温度は543 Kである。
ジェイムズ・ウェッブ宇宙望遠鏡による透過分光法では、ケプラー51bのスペクトルは特徴がなく、この惑星には厚い光化学もやの層が存在していることが示されている。時間の経過とともに、この惑星は収縮し、大気の一部を失い、ミニ・ネプチューンになると予測されている。

### ケプラー51c
ケプラー51cは、軌道を一周するのに85日かかる。これは水星とほぼ同じである。半径は地球の6.4倍（40,770 km）、体積は262倍であるが、質量は地球の約5.65倍しかない。これは、密度が0.14 g/cm3と低いことを意味している。

### ケプラー51d
ケプラー51dは、この系で最もふくらんだ惑星であり、密度はわずか0.0381 g/cm3である。また、ケプラー51の周囲を公転する最大の惑星でもあり、半径は地球の9.32倍（59,400 km）で、土星とほぼ同じ大きさである。しかし、質量は地球の3.8倍しかない。
ジェイムズ・ウェッブ宇宙望遠鏡による透過分光法では、ケプラー51bのスペクトルは特徴がなく、この惑星には厚い光化学もやの層が存在していることが示されている。時間の経過とともに、この惑星は収縮し、大気の一部を失うが、それでも密度は低いままである。